# Mon nom est Tsotsi
Pour plus de détails, voir Fiche technique et Distribution.
Mon nom est Tsotsi (Tsotsi) est un film sud-africain de Gavin Hood, sorti en 2005.

## Synopsis
Tourné dans le township de Soweto (près de Johannesburg), le film relate l'histoire d'un « tsotsi » (voyou) de 19 ans en perdition qui se retrouve avec la charge d'un bébé trouvé à l'arrière d'une voiture volée.

## Fiche technique
- Titre : Mon nom est Tsotsi
- Titre original : Tsotsi
- Réalisation : Gavin Hood
- Scénario : Gavin Hood d'après le roman Athol Fugard
- Musique : Paul Hepker et Mark Kilian
- Photographie : Lance Gewer
- Montage : Megan Gill
- Production : Peter Fudakowski
- Société de production : Moviworld et Tsotsi Films
- Société de distribution : MK2 Diffusion (France) et Miramax (États-Unis)
- Pays :  Afrique du Sud et  Royaume-Uni
- Genre : Policier et drame
- Durée : 94 minutes
- Dates de sortie : 
  -  Afrique du Sud : 23 décembre 2005
  -  France : 19 juillet 2006

## Distribution
- Presley Chweneyagae (VF : Xavier Thiam) : Tsotsi
- Mothusi Magano (VF : Youssef Diawara) : Boston
- Israël Makoe (VF : Dominik Bernard) : Le père de Tsotsi
- Percy Matsemela : Sergeant Zuma
- Jerry Mofokeng (VF : Jean-Michel Martial) : Morris
- Benny Moshe : Tsotsi (jeune)
- Nambitha Mpumlwana : Pumla Dube
- Zenzo Ngqobe (VF : Yacine Diawara) : Butcher
- Kenneth Nkosi (VF : Fabien Gravillon) : Aap
- Thembi Nyandeni : Soekie
- Terry Pheto (VF : Mbembo) : Miriam
- Ian Roberts : Captain Smit
- Rapulana Seiphemo : John Dube
- Owen Sejake : Gumboot Dlamini
- Zola : Fela

## Musique du film
Sortie le 17 juillet 2006, chez Milan Records
1. Zola - Mdlwembe
2. Zola - Bhambatha
3. Zola - Zingu 7
4. Pitch Black Afro Feat Bravo - Matofototo
5. Unathi - Sghubu Sam
6. Mafikizolo - Mnt'Omnyama
7. Zola - Palesa
8. Zola - Seven
9. Zola - Ehlala Zola
10. Ishmael - Crazy
11. Zola - It is Your Life
12. Zola - Woof Woof
13. P.Hepker Feat Vusi Mahlasela - Stolen Legs
14. P.Hepker Feat Vusi Mahlasela - On The Tracks
15. Vusi Mahlasela - Silang Mabele
16. P.Hepker Feat Vusi Mahlasela - Bye Bye Baby
17. P.Hepker Feat Vusi Mahlasela - Baby Handover
18. P.Hepker Feat Vusi Mahlasela - E Sale Noka
19. Zola - Ghetto Scandalous

Source : 

## Récompenses
- Oscars du cinéma 2006 : Oscar du meilleur film en langue étrangère

## Nominations
- BAFTA 2006 : 2 nominations